# 会津朝日岳
会津朝日岳（あいづあさひだけ）は、福島県南会津郡只見町の南部にある山である。標高1,624.2m。三等三角点「朝日岳」設置。越後三山只見国定公園に属する。
日本二百名山の一つ。また、要害山、蒲生岳、浅草岳とともに只見四名山の一つ
。

## 概要
尾瀬の北側の駒・朝日山群（会津駒ヶ岳や会津朝日岳など）の北端に位置する。山頂付近の沢の源頭には「小幽沢カッチ」と呼ばれる地点があり灌木がみられる。ブナの原生林が残り、野生の動物相も豊かで、林野庁の「奥会津森林生態系保護地域」の保存地区に設定されている。
山頂からは、南に丸山岳、南西に平ヶ岳、荒沢岳、中ノ岳、越後駒ヶ岳、西に高倉山、北西に浅草岳が見渡せる。

## 山名の由来
周辺の集落が深山の谷深い地域にあるため、遅い時刻にならないと太陽を見ることができない中、この山は早朝に日を見ることができるため、朝日岳という。江戸時代の文化年間に編纂された『新編会津風土記』では、「朝日山　伊北郷ノ諸村ハ深山中ニ住スル故、晏テ後始テ日ヲ見ル、只此山ノミ詰朝ニ日ヲ見ル故名トス」とある。

## 登山
国道289号から約10kmほど入ったところ（白沢集落から白沢林道を経由）に釣堀の「いわなの里」があり、そこから100mほど奥に赤倉沢登山口がある。赤倉沢登山口から沢沿いに登ると三吉ミチギ（水場）があり、人見の松（人見ノ松）で視界が開け、クロベの巨木がある叶の高手（叶ノ高手）でいったんピークとなる。そこから熊の平と呼ばれる鞍部に下り、避難小屋から再びバイウチの高手（バイウチノ高手）まで登り、小幽沢カッチから狭い岩稜を進んだ先が山頂である。
平成23年7月新潟・福島豪雨による災害により、登山口までの道路が土砂で埋没し、また登山道の状況も確認できていなかったため、4年間入山禁止となっていたが、2015年シーズンから登山道が再開通した。

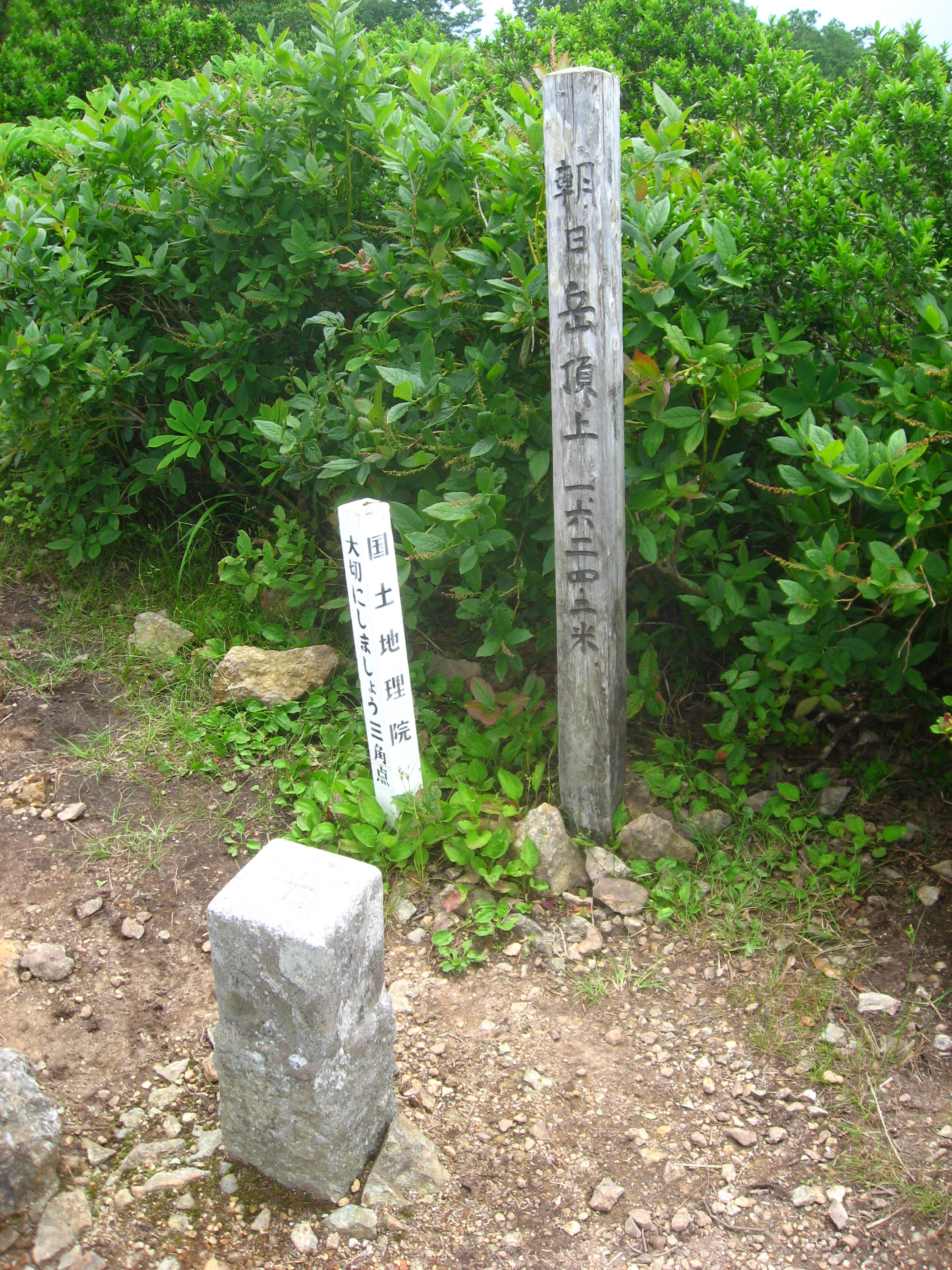
三等三角点「朝日岳」
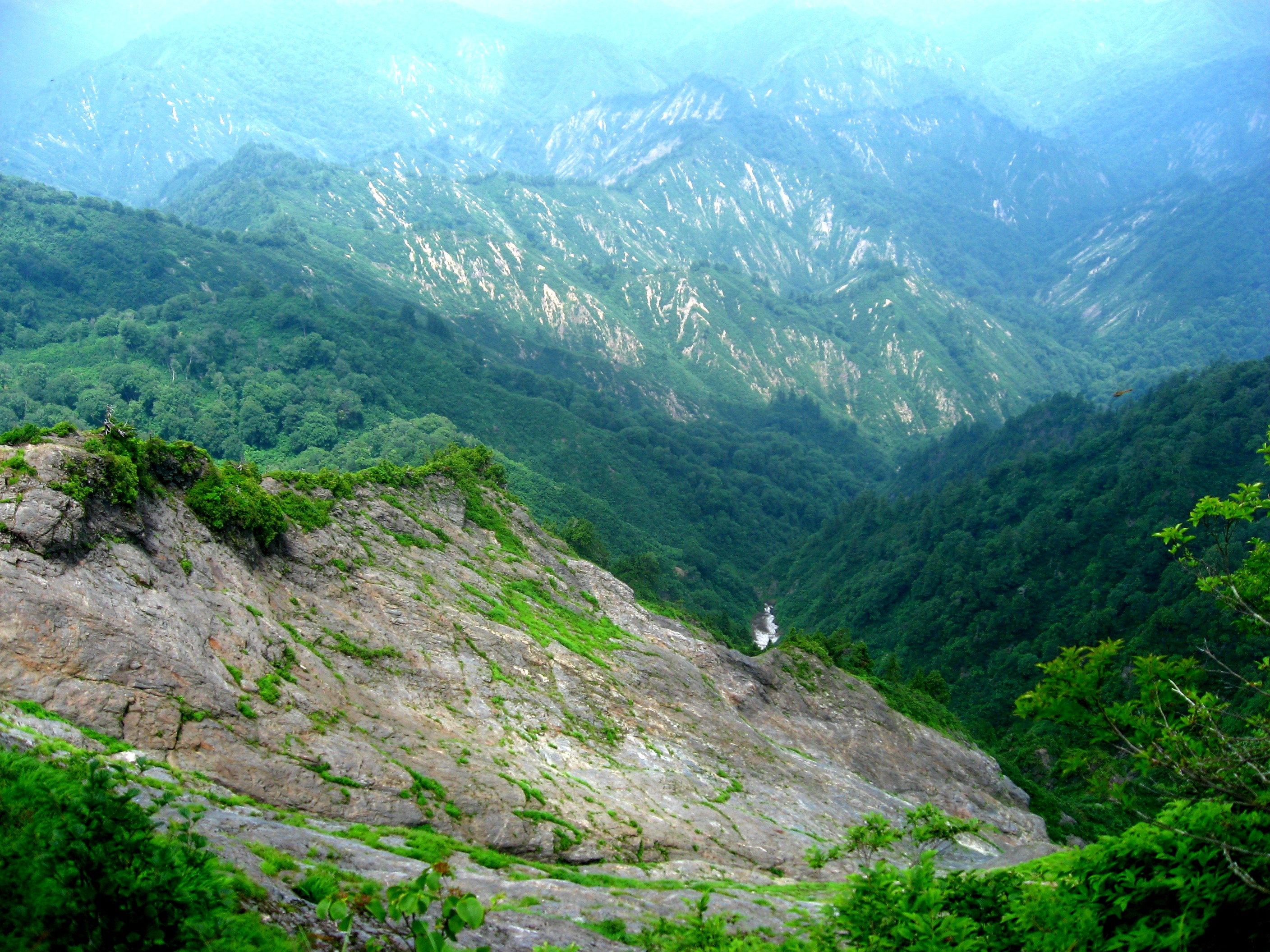
山頂から北側にある楢戸沢の一枚岩の急斜面
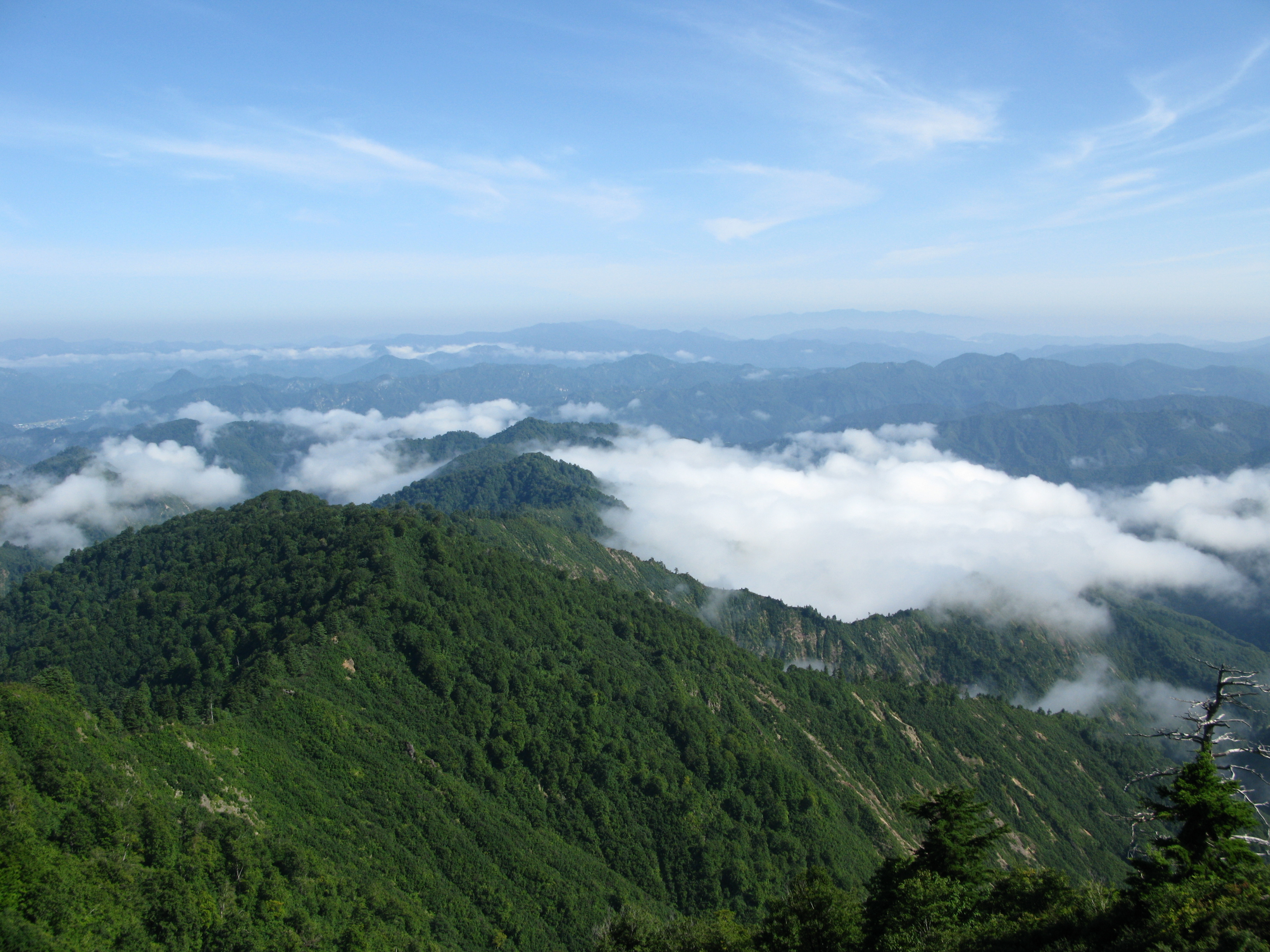
「人見の松」から北東方面を望む
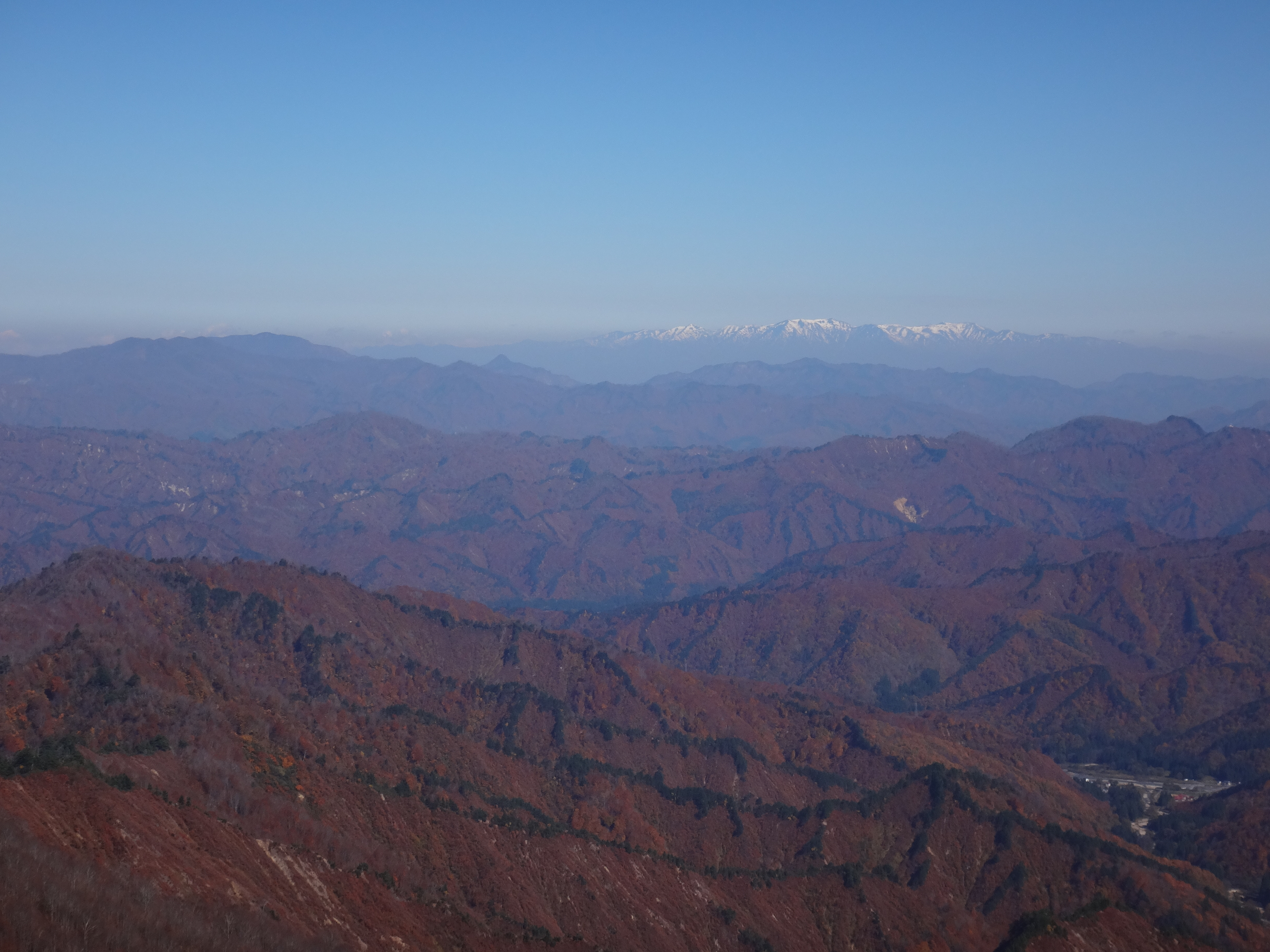
飯豊連峰を眺める
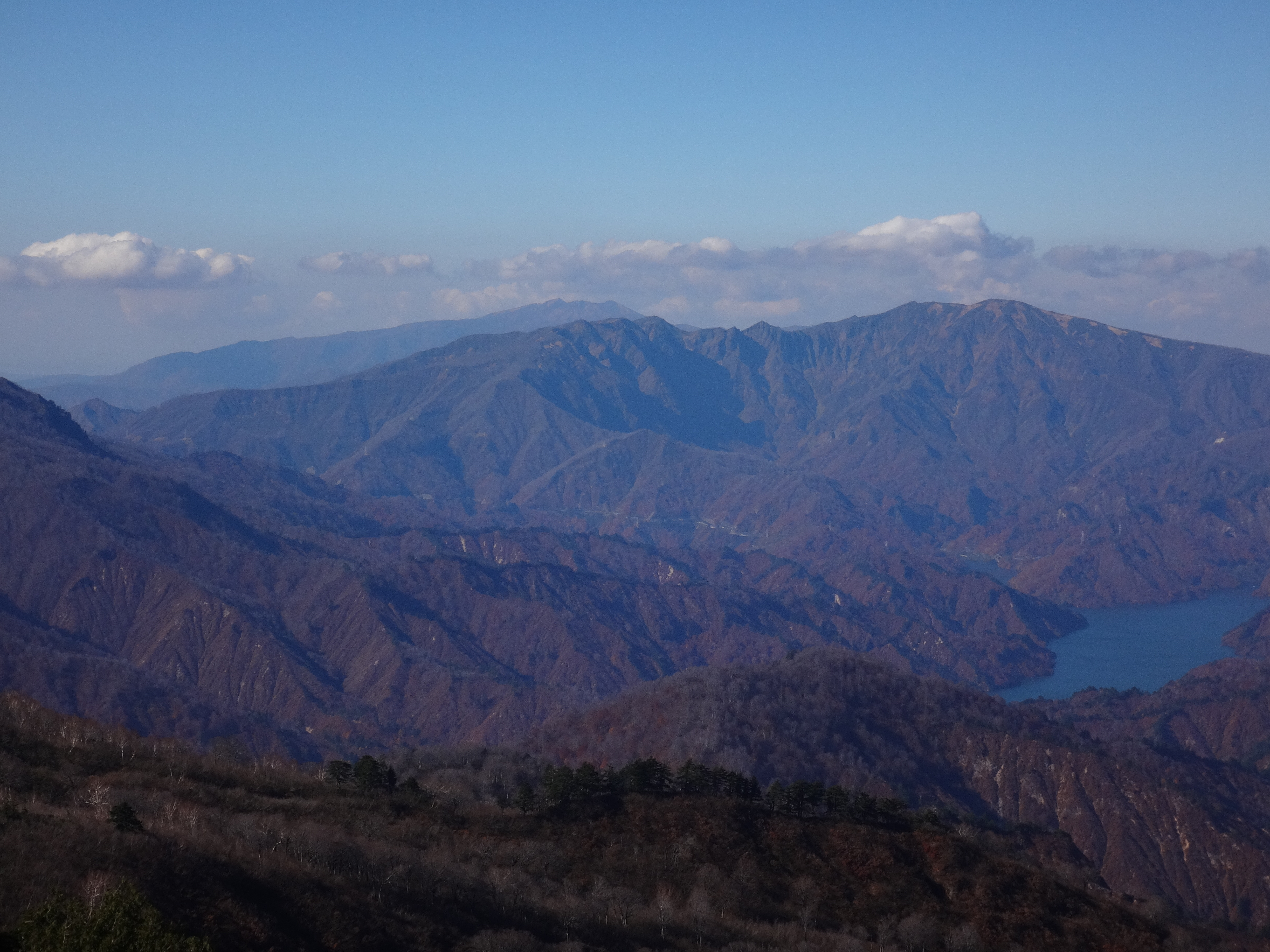
浅草岳と田子倉湖（左奥に守門岳が聳える）
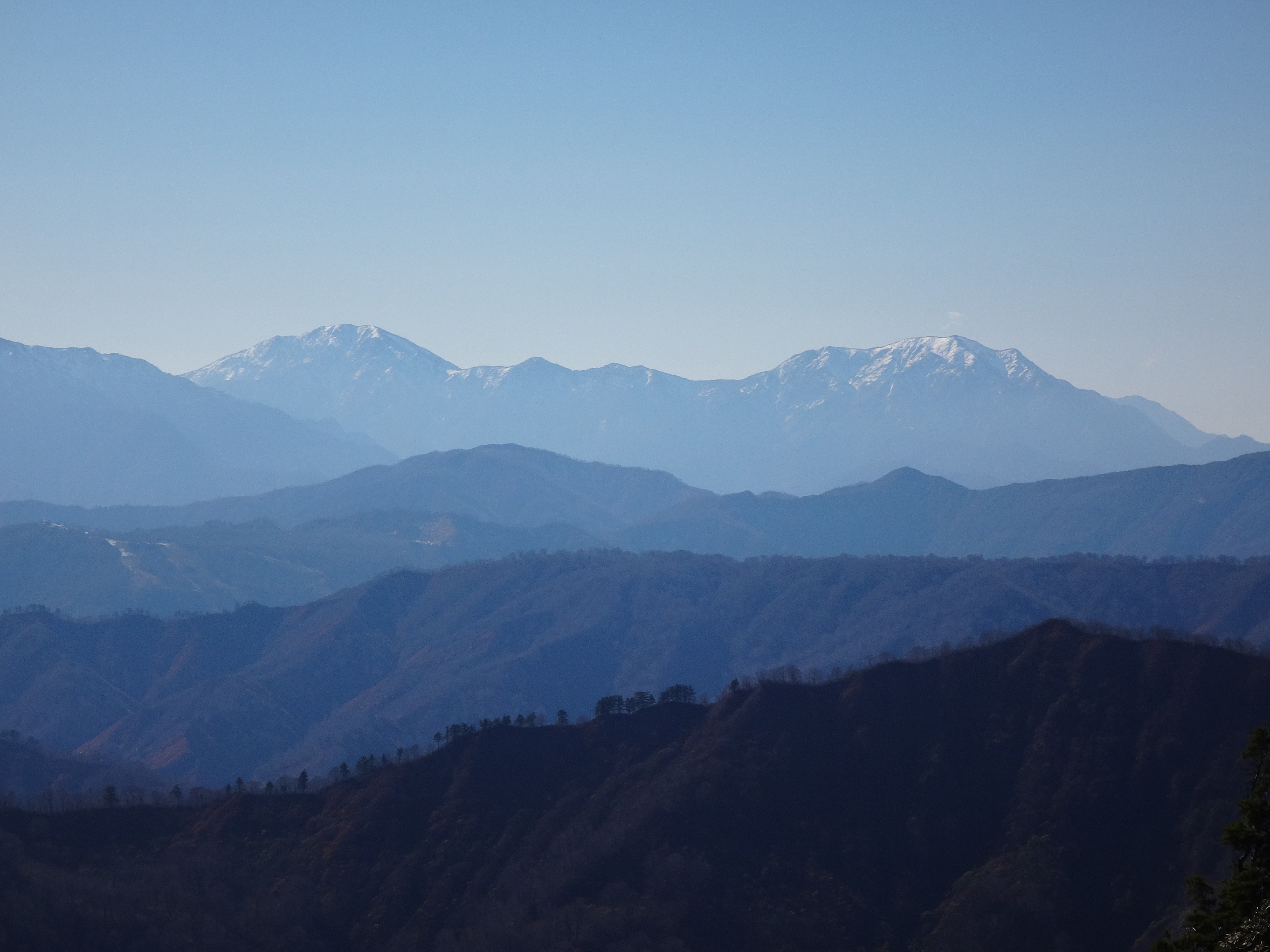
中ノ岳（左）と越後駒ヶ岳（右）